# Louis Collenot d'Angremont
Pour les articles homonymes, voir Collenot.
Louis-David Collenot d’Angremont, dit aussi Dangremont, né en 1748, est un littérateur et un secrétaire de l'administration de la garde nationale de Paris. Il reste un royaliste et contre-révolutionnaire célèbre pour avoir été le premier guillotiné pour ses idées politiques, le 21 août 1792.

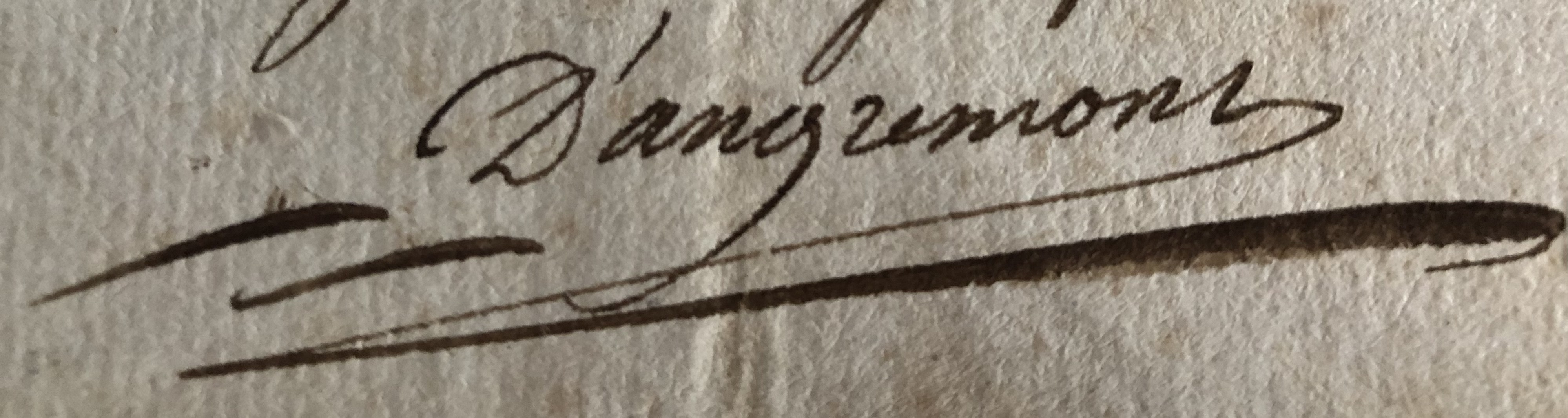
Signature de Collenot d'Angremont

## Biographie
En l'état actuel des connaissances, on en sait peu sur ses origines : peut-être né à Dijon et petit-fils d’un geôlier, voire d’un bourreau provincial. Mais pour certains, il serait issu de la petite noblesse et chevalier de Saint-Louis. Parfois donné pour un parent de Calonne, il est d'abord maître de langues et précepteur auprès de la jeune Marie-Antoinette. On le suit à travers divers documents et registres : secrétaire du roi de Pologne, franc-maçon initié en 1772, avocat au Parlement, président du Musée national et étranger (rue Mazarine) ; enfin il est dit « agent d’émigration ».
À partir de juillet 1789, il est employé dans les bureaux de l'Hôtel de ville de Paris puis devient secretaire de l'administration de la garde nationale en 1792 .
Il est accusé d'avoir dirigé pour le compte de la Cour une conspiration d'agents contre-révolutionnaires cherchant à prévenir la prise des Tuileries et le renversement de la monarchie le 10 août 1792 ; selon Olivier Blanc, il « avait constitué de véritables bandes organisées de provocateurs qui infiltraient toutes les manifestations publiques pour les faire déraper ». 
Après 30 heures de procès, il est guillotiné à la lueur des torches, au soir du 21 août 1792, sur la place de la Réunion (actuelle place du Carrousel).
Au 1er septembre 1792 dans son Journal durant un séjour en France, le médecin écossais John Moore le dépeint comme le chef d'une « nombreuse troupe d'environ 1 500 hommes divisée en détachements de dix hommes chacun, dirigés par un capitaine et un lieutenant » et aimant à jouer d'un bâton plombé appelé ironiquement « la Constitution ».

## Publications
On lui attribue quelques écrits, non publiés :
- une Grammaire française (soumise à l’Assemblée) ;
- une Grammaire anglaise ;
- une Méthode pour apprendre l’anglais ;
- un Discours sur l’éducation ;
- un drame : Ariane à Naxos ;
- une correspondance ;
- des Essais poétiques.